# Cricket in Indien
Cricket ist in Indien die wichtigste Sportart. Der professionelle Cricket-Sport wird vom Board of Control for Cricket in India (BCCI) organisiert. Die indische Nationalmannschaft konnte bisher zwei Mal den Cricket World Cup (1983, 2011) gewinnen und einmal die Twenty20-Weltmeisterschaft (2007).

## Geschichte

### Entstehung des indischen Crickets
Das erste Cricketspiel, das in Indien ausgetragen wurde, ist auf das Jahr 1721 datiert. Dabei handelte es sich um Seeleute der britischen Ostindien-Kompanie. Der erste bekannte Verein ist der Calcutta Cricket Club, der seit mindestens 1792 existiert. Das erste First-Class-Spiel wurde 1864 zwischen Calcutta und Madras ausgetragen. Eine erste Tour einer indischen Mannschaft nach Europa fand im Jahr 1886 statt, zwei Jahre später bereiste das erste englische Team Indien. Das wichtigste nationale Turnier war seit 1892/93 das Bombay-Presidency-Turnier, das unter verschiedenen Bezeichnungen bis nach dem Zweiten Weltkrieg zwischen Mannschaften verschiedener Glaubensrichtungen ausgetragen wurde. Der nationale indische Verband, des Board of Control for Cricket in India (BCCI) wurde 1928 gegründet.

### Aufstieg zur Test-Nation
In 1932 wurde Indien als sechste Mannschaft zur Test-Nation erhoben und bestritt auf einer Tour in England ihren ersten Test in Lord’s. Ab der Saison 1934/35 wurde auch der nationale First-Class Wettbewerb, die Ranji Trophy ins Leben gerufen. Nach dem Zweiten Weltkrieg erfolgte die Trennung zwischen Indien und Pakistan. Den ersten Gewinn der Nationalmannschaft erfolgte im Jahr 1952, als man auf einer Tour gegen England in Madras schlagen konnte und ein Remis in der Test-Serie erreichte. Seit 1961/62 wurde mit der Duleep Trophy ein weiterer First-Class Wettbewerb gegründet. Der erste Seriengewinn gegen England erfolgte auf einer Tour im Jahr 1971.

### Neue Chancen im ODI-Cricket
Mit der Deodhar Trophy wurde 1973/74 der erste List A-Wettbewerb in Indien geschaffen. Ebenfalls 1973 folgte die Gründung der Women’s Cricket Association of India (WCAI), die seit 1976 die Frauen-Nationalmannschaft organisierte. Im ODI-Cricket erfolgte der erste große Erfolg bei der Weltmeisterschaft 1983. Auch wurde mit dem Cricket World Cup 1987 erstmals ein Weltturnier in Indien ausgetragen.

### Aufstieg zur dominierenden Cricket-Nation
Im Jahr 2006 wurde der Verband für das Frauen-Cricket (WCAI) mit dem des Männer-Crickets (BCCI) vereinigt. Im Jahr 2007 konnte die Nationalmannschaft die erstmals ausgetragene Twenty20-Weltmeisterschaft gewinnen. Daraufhin gründete man im Folgejahr die Indian Premier League, der heute wichtigsten Twenty20-Liga der Welt. Ein weiter Titelgewinn folgte beim im Zusammen mit Bangladesch und Sri Lanka ausgetragenen Cricket World Cup 2011.

## Organisation
Der seit 1928 existierende Verband Board of Control for Cricket in India organisiert in Indien sowohl das nationale, als auch das internationale Cricket. Er ist Vollmitglied im International Cricket Council.

## Nationales Cricket
Der vom BCCI organisierte Cricket umfasst auf dem obersten Niveau folgende Wettbewerbe.

### First Class Cricket
Der wichtigste Wettbewerb im First-Class Cricket ist die Ranji Trophy, die vorwiegend zwischen Teams der Bundesstaaten ausgetragen wird. Der 1934/35 gegründete Wettbewerb hat in seiner Geschichte zahlreiche Formate angenommen. Die erfolgreichste Mannschaft ist Mumbai (früher Bombay), die den Wettbewerb bis heute 41 Mal gewinnen konnte.
Der zweite wichtige First-Class-Wettbewerb ist die Duleep Trophy. In dem 1961/62 gegründeten Wettbewerb werden die Teams der Bundesstaaten in Zonen aufgeteilt. Die erfolgreichsten Mannschaften sind North Zone und West Zone.
Seit 1959/60 bestreitet der Gewinner der Ranji Trophy jeweils den Irani Cup, bei dem ein Spiel gegen die Mannschaft Rest of India ausgetragen wird.

### List A Cricket
Der älteste List-A-Wettbewerb ist die Deodhar Trophy und 1973/74 erstmals ausgetragen wurde. Bis zur Saison 2016/17 wurde der Wettbewerb durch die zonalen Teams ausgetragen, jedoch seitdem durch drei nationale Auswahlen ersetzt.
Für die Teams der Bundesstaaten gibt es die Vijay Hazare Trophy, die seit 1993/94 bestritten wird. Die bisher erfolgreichsten Teams des Wettbewerbes sind Tamil Nadu und Karnataka.
In der Vergangenheit gab es weitere Wettbewerbe, wie die NKP Salve Challenger Trophy, die jedoch mittlerweile eingestellt wurden.

### Twenty20 Cricket
Der wichtigste Twenty20-Wettbewerb in Indien ist die Indian Premier League. Der in der Saison 2007/08 gegründete Wettbewerb wird zwischen acht Franchises bestritten und die Spieler durch ein Draft-System an diese versteigert.
Zwischen den Teams der Bundesstaaten wird seit 2008/2009 die Syed Mushtaq Ali Trophy bestritten. Erfolgreichstes Team bis heute ist Baroda.

### Frauen-Cricket
Der erste nationale Wettbewerb für Frauen in India ist die Senior Women’s One Day League, die seit 2006/07 ausgetragen wird. Er wird zwischen Teams die zumeist die Bundesstaaten repräsentieren ausgetragen. Erfolgreichste Mannschaft bisher ist  Railways.
Ab 2018 wurde mit der Women’s T20 Challenge zwischen drei international besetzten Teams ausgetragen. 2023 wurde mit der Women’s Premier League eine indische Profi-WTwenty20-Liga im Stil der Indian Premier League für Frauen gegründet.

### Jugendcricket
Die seit 1945/46 ausgetragene Cooch Behar Trophy wird zwischen den U19-Vertretungen der Bundesstaaten bestritten und ist ein 4-Tages-Cricket-Wettbewerb. Für die Altersklasse U16 gibt es die Vijay Merchant Trophy.

### Abseits der nationalen Ligen
Auf regionaler Ebene gibt es zahlreiche Cricketligen in allen Spielformen.

## Cricket im Alltag in Indien

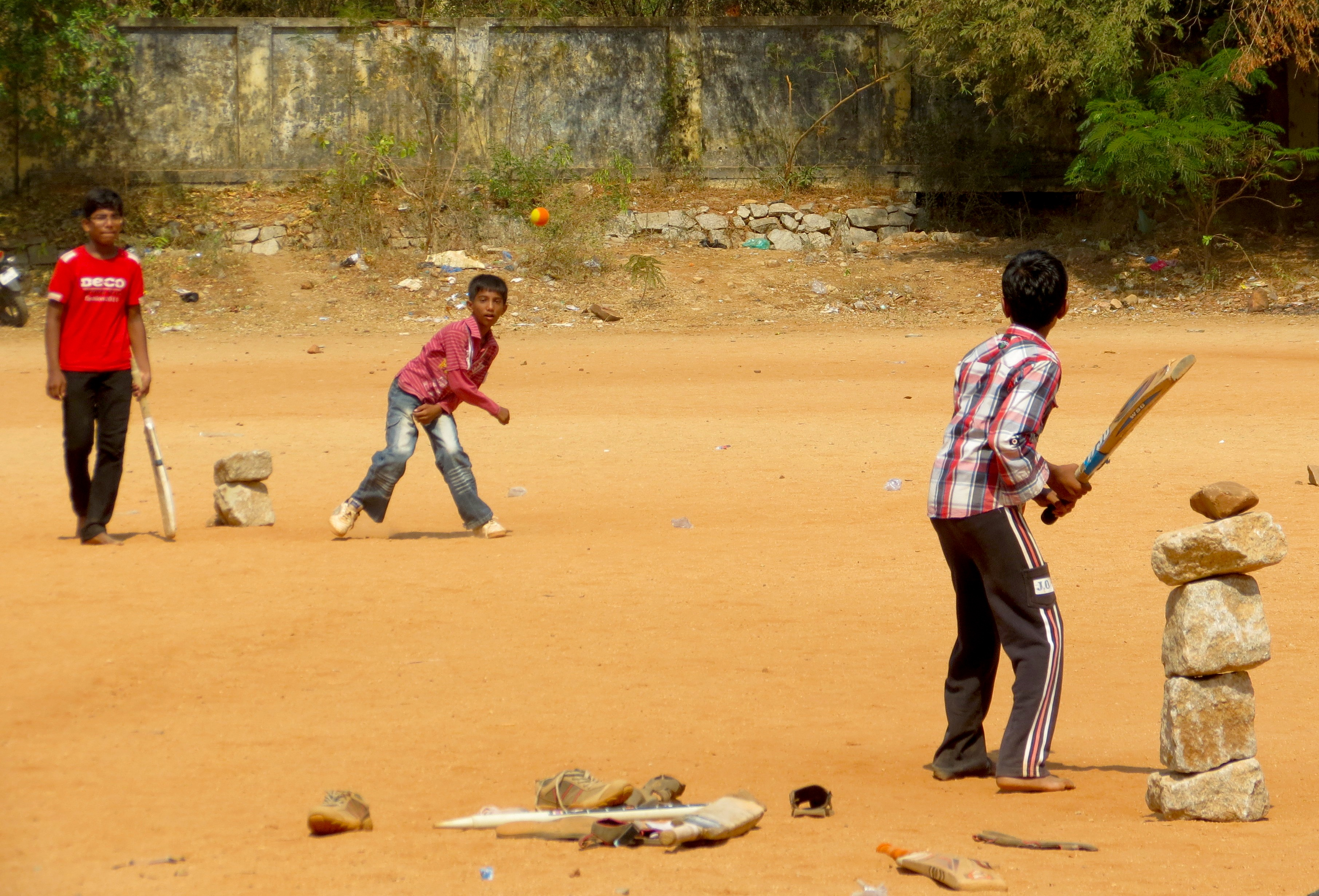
Gully Cricket in Hyderabad

Straßen-Cricket (gully cricket) zwischen Kindern, Jugendlichen und Erwachsenen ist in Indien sehr verbreitet. Oft in der Gestalt von Tape-Ball-Cricket, bei dem mit einem Klebeband umwickelten Tennisball gespielt wird, wird es häufig in Parks, auf Plätzen oder Straßen gespielt.

## Popularität des Crickets in Indien
Cricket erlangte seine heutige Wichtigkeit in Indien in Folge des Gewinns des Cricket World Cup 1983, als man die bis dahin dominierenden West Indies im Finale besiegen konnte. Eine wichtige Rolle für die Verbreitung des Crickets im indischen Alltag spielten Fernsehübertragungen die seit Beginn der 1980er Jahre regelmäßig Live-Übertragungen der Nationalmannschaft zeigten. So hat der indische Staatssender Doordarshan das Recht für terrestrisches Fernsehen und Radio alle Spiele der indischen Nationalmannschaft zu zeigen. Dies ging einher mit dem wirtschaftlichen Aufschwung im Land und sportlichen Identifikationsfiguren wie Sachin Tendulkar, Mahendra Singh Dhoni und Virat Kohli.
Seit der Gründung der Indian Premier League sind auch die Einnahmen die mit Cricket in Indien erzielt werden deutlich angestiegen. So konnte für die weltweiten Senderechte für die IPL zwischen 2018 und 2022 von Star Sports der Betrag von 2,55 Milliarden US-Dollar bezahlt werden. Cricket  dominiert in Indien im Zuschaueranteil an Sportübertragungen.